# Indiana Pacers 2012-2013
La stagione 2012-13 dei Indiana Pacers fu la 38ª nella NBA per la franchigia.

## Scelta Draft
| Giro | Chiamata | Giocatore       | Ruolo | Nazionalità | College/Club     |
| ---- | -------- | --------------- | ----- | ----------- | ---------------- |
| 1    | 26       | Miles Plumlee   | AG    | Stati Uniti | Duke Blue Devils |
| 2    | 56       | Tomislav Zubčić | AG    | Stati Uniti | Cibona Zagabria  |

### Arrivi/partenze
Mercato e scambi avvenuti durante la stagione:
Arrivi
| N° | Naz.                   | Ruolo | Sportivo        |      | Alt. |     |
| -- | ---------------------- | ----- | --------------- | ---- | ---- | --- |
| 2  | Stati Uniti (bandiera) | P     | Sundiata Gaines | 1986 | 185  | 91  |
| 4  | Stati Uniti (bandiera) | AP    | Sam Young       | 1985 | 198  | 100 |
| 6  | Stati Uniti (bandiera) | G     | Blake Ahearn    | 1984 | 188  | 86  |
| 11 | Stati Uniti (bandiera) | G     | Orlando Johnson | 1989 | 196  | 102 |
| 13 | Stati Uniti (bandiera) | AG    | Miles Plumlee   | 1988 | 208  | 111 |
| 25 | Stati Uniti (bandiera) | GA    | Gerald Green    | 1986 | 203  | 91  |
| 28 | Francia (bandiera)     | C     | Ian Mahinmi     | 1986 | 211  | 104 |

Partenze
| N° | Naz.                   | Ruolo | Sportivo        |      | Alt. |     |
| -- | ---------------------- | ----- | --------------- | ---- | ---- | --- |
| 1  | Stati Uniti (bandiera) | G     | Dahntay Jones   | 1980 | 198  | 95  |
| 2  | Stati Uniti (bandiera) | G     | Darren Collison | 1987 | 183  | 73  |
| 10 | Stati Uniti (bandiera) | AC    | Jeff Foster     | 1977 | 211  | 107 |
| 12 | Stati Uniti (bandiera) | G     | A.J. Price      | 1986 | 188  | 82  |
| 17 | Stati Uniti (bandiera) | A     | Lou Amundson    | 1982 | 206  | 102 |
| 28 | Brasile (bandiera)     | P     | Leandro Barbosa | 1982 | 191  | 80  |
| 44 | Ucraina (bandiera)     | C     | Kyrylo Fesenko  | 198  | 216  | 131 |

### Roster
| N° | Naz.                   | Ruolo | Sportivo         | Anno | Alt. | Peso \|\| |
| -- | ---------------------- | ----- | ---------------- | ---- | ---- | --------- |
| 1  | Stati Uniti (bandiera) | PG    | Lance Stephenson | 1990 | 196  | 95        |
| 2  | Stati Uniti (bandiera) | P     | George Hill      | 1986 | 188  | 82        |
| 4  | Stati Uniti (bandiera) | AP    | Sam Young        | 1985 | 198  | 100       |
| 5  | Stati Uniti (bandiera) | A     | Dominic McGuire  | 1985 | 206  | 100       |
| 11 | Stati Uniti (bandiera) | G     | Orlando Johnson  | 1989 | 196  | 102       |
| 13 | Stati Uniti (bandiera) | C     | Miles Plumlee    | 1988 | 213  | 114       |
| 14 | Stati Uniti (bandiera) | P     | D.J. Augustin    | 1987 | 183  | 82        |
| 21 | Stati Uniti (bandiera) | AG    | David West       | 1980 | 206  | 109       |
| 23 | Stati Uniti (bandiera) | P     | Ben Hansbrough   | 1987 | 191  | 92        |
| 24 | Stati Uniti (bandiera) | GA    | Paul George      | 1990 | 208  | 100       |
| 25 | Stati Uniti (bandiera) | GA    | Gerald Green     | 1986 | 203  | 91        |
| 28 | Francia (bandiera)     | C     | Ian Mahinmi      | 1986 | 211  | 104       |
| 29 | Stati Uniti (bandiera) | AG    | Jeff Pendergraph | 1987 | 206  | 109       |
| 33 | Stati Uniti (bandiera) | AP    | Danny Granger    | 1983 | 206  | 103       |
| 50 | Stati Uniti (bandiera) | AG    | Tyler Hansbrough | 1985 | 206  | 113       |
| 55 | Stati Uniti (bandiera) | C     | Roy Hibbert      | 1986 | 218  | 126       |

### Staff tecnico
- Allenatore: Frank Vogel
- Vice-allenatori: Brian Shaw, Dan Burke, Jim Boylen
- Preparatore fisico: Shawn Windle
- Preparatore atletico: Josh Corbell
- Assistente preparatore atletico: Carl Eaton

## Stagione

### Classifica

#### Central Division
|    | Classifica          | V  | P  | %    | title="Games Behind = Numero di partite di distacco dalla prima in classifica">GB |
| -- | ------------------- | -- | -- | ---- | --------------------------------------------------------------------------------- |
| 1. | Indiana Pacers      | 49 | 32 | 60,5 | -                                                                                 |
| 2. | Chicago Bulls       | 45 | 37 | 54,9 | 4,5                                                                               |
| 3. | Milwaukee Bucks     | 38 | 44 | 46,3 | 11,5                                                                              |
| 4. | Detroit Pistons     | 29 | 53 | 35,4 | 20,5                                                                              |
| 5. | Cleveland Cavaliers | 24 | 58 | 29,3 | 25,5                                                                              |